# قلعه‌باغ
قلعه‌باغ روستایی از توابع بخش ریز شهرستان جم در استان بوشهر در جنوب ایران است.
این روستا در دهستان انارستان قرار دارد و بر اساس سرشماری سال ۱۳۸۵ جمعیت آن ۱۰۹ نفر بوده است. در سال ۱۳۹۰ جمعیت ان ۴۵ نفر بوده اما در جدول آماری سال ۱۳۹۵ وجود ندارد. به دلیل ضمیمه شدن به شهر انارستان در جدول آماری سال ۱۳۹۵ وجود ندارد. 